# Enrichissez-vous
Enrichissez-vous [ɑ̃ʀiʃiseˈvu] (bereichert euch!) ist ein dem französischen Minister François Guizot zugeschriebenes Zitat. Es taucht in der politischen Geschichtsschreibung als zynisches Credo der materialistischen Herrschaft Louis-Philippes und des ihn nach der Julirevolution von 1830 tragenden Juste Milieu auf.

## Ursprung und Deutung
Die Bedeutung der Worte und der Zusammenhang, in dem sie geäußert wurden, sind umstritten. Nach Guizots Tod behaupteten seine politischen Anhänger, dass er sie zwischen 1842 und 1846 anlässlich eines Wahlkampfes an die Bürger von Saint-Pierre-sur-Dives im Département Calvados gerichtet habe: « Enrichissez-vous par le travail, par l’épargne et la probité. » (deutsch: „Bereichert euch durch Arbeit, durch Sparsamkeit und durch Redlichkeit.“)
Allerdings gibt es keine Hinweise auf eine solche Ansprache. Belegt ist hingegen eine Rede Guizots vor der Abgeordnetenkammer am 1. März 1843 anlässlich einer Finanzdebatte. Guizot hielt der Opposition entgegen, dass durch die Revolutionierung Frankreichs die Erlangung sozialer und politischer Rechte abgeschlossen worden sei. Der Fortschritt müsse auf anderen Gebieten geschehen. Er sagte:

« A présent, usez de ces droits; fondez votre gouvernement, affermissez vos institutions, éclairez-vous, enrichissez-vous, améliorez la condition morale et matérielle de notre France: voilà les vraies innovations. »

„Und nun nutzt diese Rechte; gebt eurer Regierung eine Basis, kräftigt eure Institutionen, klärt euch auf, bereichert euch, verbessert die moralische und materielle Lage unseres Frankreichs – hier finden sich die wirklichen Neuerungen.“

Guizot wollte in seinem Votum die Mehrung des persönlichen Reichtums als einen Teil des gesellschaftlichen Fortschritts verstanden haben, neben dem auch ein immaterieller Fortschritt stehen müsste. Gleichwohl wurden die Worte zur Quintessenz der kritischen Betrachtung der Julimonarchie und zu einer Metapher für die bei Karl Marx formulierte Theorie von der Form bürgerlicher beziehungsweise bourgeoiser Klassenherrschaft. Sie finden in der Kapitalismuskritik bis heute Verwendung.

## Übertragung auf sozialistische Staaten
1925 forderte Nikolai Bucharin, um die Produktivität im Land im Rahmen der Neuen Ökonomischen Politik (NÖP) zu steigern: „Wir müssen der ganzen Bauernschaft, allen ihren Schichten sagen: Bereichert euch, akkumuliert, entwickelt eure Wirtschaft!“ („Всему крестьянству, всем его слоям нужно сказать: обогащайтесь, накапливайте, развивайте своё хозяйство“). Das war in den Folgejahren das Motto der NÖP, welche von der „linken Opposition“ scharf angegriffen, von Stalin jedoch unterstützt wurde. Nachdem die „linke Opposition“ entmachtet war und es 1928 zur „Krise der NÖP“ kam, änderte Stalin seinen Standpunkt und bezeichnete fortan Bucharins Richtung als „rechte Opposition“.
Die Formulierung „Reich werden ist ruhmreich!“ hat der chinesische Wirtschaftsreformer Deng Xiaoping im Laufe seiner Reform- und Öffnungspolitik mehrfach geäußert.